# Анисимов, Пётр Николаевич
Пётр Николаевич Анисимов (22 октября 1903 — 8 сентября 1969) — советский военный лётчик и военачальник, участник Великой Отечественной войны, командующий 34-й воздушной армией, генерал-майор авиации (11.5.1949 г.).

## Биография
Пётр Николаевич родился в Киеве 22 октября 1903 года. Русский.

### Образование
- Военно-теоретическая школа ввс РККА в Ленинграде (1925);
- 2-я военная школа лётчиков в г. Борисоглебске (1927);
- Курсы усовершенствования начальствующего состава при Военно-воздушной академии РККА им. профессора Н. Е. Жуковского (1933);
- Высшие академические курсы при Высшей военной академии имени К. Е. Ворошилова (1952).

В Красной армии с мая 1922 г. добровольно, поступив в подготовительную авиационную школу Красного Воздушного флота в Киеве. В декабре 1922 года школа была переименована в Киевское военное училище Красного Воздушного флота, в сентябре 1924 года объединено с Егорьевской авиашколой и переименовано в Ленинградскую военно-теоретическую школу летчиков. Окончив школу в августе 1925 года Пётр Николаевич направлен в Военную школу лётчиков в Борисоглебск, которую окончил в мае 1927 года. Проходил службу на летных должностях в Ленинградском военном округе. С должности командира отряда в октябре 1932 года поступил на Курсы усовершенствования начальствующего состава при Военно-воздушной академии РККА им. профессора Н. Е. Жуковского. В мае 1934 года переведен на должность командира 5-го корпусного отряда в город Псков. Постановлением ЦИК СССР от 25 мая 1936 года за отличную боевую и политическую подготовку личного состава награждён орденом Ленина.
В марте 1938 года назначен командиром 7-го истребительного авиационного полка в г. Пушкино, а с ноября — командиром 1-й истребительной авиационной бригады. В марте 1939 года направлен в специальную командировку в Китай, где пробыл до ноября 1940 года. За мужество, отвагу и исключительный героизм, проявленные в боях с врагом удостоен китайским Орденом Заоблачной хоругви (Орден Облаков и Знамени). Назначен командиром 14-й истребительной авиационной дивизии в Киевском особом военном округе в г. Луцке. В мае 1941 года назначен командиром формируемой 63-й истребительной авиационной дивизии, в состав которой вошел только один 62-й штурмовой авиационный полк на Ил-2.
С началом Великой Отечественной войны полковник Анисимов в той же должности. До декабря 1941 года полки дивизии (два истребительных и два бомбардировочных) вели боевые действия с аэродромов Харькова, Обоянь, Старого Оскола, Воронежа. В январе Анисимов переведен командиром 5-й резервной авиационной группы. С июля 1942 года после расформирования группы допущен к временному исполнению обязанностей заместителя командира 219-й бомбардировочной авиационной дивизии, а с февраля 1943 года — командиром этой дивизии, с которой прошел весь боевой путь до дня Победы. За успешной выполнение заданий командования дивизии присвоено почетное наименование «Ченстоховская» и она награждена орденами Суворова 2-й степени и Кутузова 2-й степени.
После войны дивизия была переведена из Германии в Венгрию, а в ноябре 1945 года расформирована. В апреле 1946 года полковник П. Н. Анисимов назначен командиром 301-й бомбардировочной авиационной дивизии 3-го бомбардировочного авиационного корпуса 16-й воздушной армии. С ноября 1947 года он командовал 6-м гвардейским, а с июня 1948 года — 3-м бомбардировочными авиационными корпусами. С января по октябрь 1952 года учился на Высших академических курсах при Высшей военной академии имени К. Е. Ворошилова, по окончании которых занимал должности помощника командующего 73-й воздушной армии, с февраля 1953 года — заместителя командующего 34-й воздушной армии по формированию и подготовке бомбардировочной авиации, а с июня — командующего 34-й воздушной армией. В декабре 1955 года уволен в запас.

## Награды
- Орден Ленина (25.05.1936)
- Орден Ленина (06.11.1947)[2]
- Орден Красного знамени (18.03.1943)
- Орден Красного знамени (03.11.1944)[2]
- Орден Красного знамени (11.04.1945)[3]
- Орден Красного знамени (13.06.1952)[2]
- Орден Кутузова 2-й степени (25.05.1945)
- Орден Облаков и Знамени (Китай, 1940 г.)
- медали